# Werner Luthardt
Werner Luthardt (* 22. November 1937) ist ein ehemaliger deutscher Fußballspieler. Er spielte von 1963 bis 1965 für Motor Steinach 52 Mal in der DDR-Oberliga, der höchsten Spielklasse im DDR-Fußball.

## Sportliche Laufbahn
Werner Luthardt begann seine Laufbahn als Fußballspieler im Männerbereich in der Saison 1956 bei dem Viertligisten Motor Steinach. Er gewann mit der Mannschaft die Meisterschaft in der Bezirksliga Suhl und stieg mit ihr in die drittklassige II. DDR-Liga auf. Nach zwei weiteren Spielzeiten stieg Motor Steinach mit Luthardt 1958 in die I. DDR-Liga auf. Dort wurde Luthardt 1959 in 22 der 26 Punktspiele eingesetzt, und er wurde mit neun Treffern hinter Spielertrainer Heinz Leib zweitbester Torschütze der Steinacher. Die Mannschaft schaffte den Klassenerhalt nicht und verbrachte die folgenden zwei Spielzeiten wieder in der II. DDR-Liga. 1960 wurde Luthardt wieder zweitbester Steinacher Torschütze mit 18 Toren, diesmal hinter Ulrich Sperschneider (30). Nach der Saison 1961/62 (Wechsel zur Sommer-Frühjahr-Spielzeit) stand Motor Steinach zum zweiten Mal als Aufsteiger in die I. DDR-Liga fest. In der Folgesaison 1962/63, in der Luthardt alle 26 Punktspiele bestritt, als rechter Läufer mit zwei Toren aber hinter seiner bisherigen Torgefährlichkeit zurückblieb, gelang Steinach 1962/63 ein Durchmarsch zum unmittelbaren Aufstieg in die DDR-Oberliga.
Motor Steinach konnte sich zwei Spielzeiten in der Oberliga behaupten. Luthardt war der einzige Spieler, der in allen 52 Erstligapunktspielen aufgeboten wurde. Er wurde stets im Mittelfeld eingesetzt, spielte auf der rechten wie auf der linken Seite, kam aber zu keinen Torerfolgen.
Nach dem Abstieg spielte Luthardt noch zwei weitere Spielzeiten für Motor Steinach in der DDR-Liga (die II. DDR-Liga war inzwischen abgeschafft worden). 1965/66 bestritt er 20 von 30 ausgetragenen Punktspielen, und mit sieben Treffern war er hinter Günter Queck (16) wieder einmal Vizetorschützenkönig Steinachs. 1966/67 kam Luthardt auf 26 Punktspieleinsätze, kam aber nur einmal zum Torerfolg. Anschließend war er noch für die Saison 1967/68 Spieler beim drittklassigen Bezirksligisten Motor Rudisleben, um danach 30-jährig seine Laufbahn als Fußballspieler zu beenden.